# Wybory parlamentarne we Włoszech w 2018 roku
Wybory parlamentarne we Włoszech w 2018 roku odbyły się 4 marca 2018. W ich wyniku wybranych zostało 630 członków Izby Deputowanych i 315 członków Senatu XVIII kadencji.

## Podłoże
Decyzję w sprawie terminu wyborów na mocy artykułu 60 konstytucji z dnia 22 grudnia 1947 podjął prezydent Sergio Mattarella zaraz po rozwiązaniu parlamentu w dniu 28 grudnia 2017. 

## Kampania wyborcza
Pierwszą fazę kampanii wyborczej naznaczyło noworoczne orędzie prezydenta Mattarellego, w którym zaznaczył, że partie polityczne mają obowiązek przedstawiania „realistycznych programów”.

### Hasła wyborcze
| Partia | Partia                   | Oryginalny slogan                  | Przypisy      |
| ------ | ------------------------ | ---------------------------------- | ------------- |
|        | Partia Demokratyczna     | Avanti, insieme                    | [ 4 ] [ 5 ]   |
|        | Ruch Pięciu Gwiazd       | Partecipa, Scegli, Cambia          | [ 6 ] [ 7 ]   |
|        | Forza Italia             | Onestà, Esperienza, Saggezza       | [ 8 ] [ 9 ]   |
|        | Liga Północna            | Prima gli Italiani                 | [ 10 ] [ 11 ] |
|        | Wolni i Równi            | Per i molti, non per i pochi       | [ 12 ] [ 13 ] |
|        | Bracia Włosi             | Il voto che unisce l'Italia        | [ 14 ] [ 15 ] |
|        | Więcej Europy            | Più Europa, serve all'Italia       | [ 16 ] [ 17 ] |
|        | Razem                    | Insieme è meglio                   | [ 18 ] [ 19 ] |
|        | Ludowa Lista Obywatelska | Il vaccino contro gli incompetenti | [ 20 ] [ 21 ] |
|        | Moc dla Ludzi            | Potere al Popolo                   | [ 22 ] [ 23 ] |
|        | CasaPound                | Vota più forte che puoi            | [ 24 ] [ 25 ] |

### Debaty wyborcze
Inaczej niż w wielu innych krajach zachodnich, we Włoszech debaty wyborcze między liderami partii nie są tak powszechne przed wyborami parlamentarnymi; w rzeczywistości ostatnia debata między dwoma głównymi kandydatami do stanowiska premiera Silvio Berlusconim i Romano Prodim odbyła się w 2006 roku. W ostatnich latach, z kilkoma wyjątkami, prawie każdy główny przywódca polityczny odmawiał udziału w debacie wyborczej z innymi kandydatami, preferując wywiady z gospodarzami programów telewizyjnych i dziennikarzami.

## Nowe prawo wyborcze
W wyniku referendum konstytucyjnego z 2016 roku i dwóch różnych wyroków Trybunału Konstytucyjnego prawa wyborcze do dwóch izb włoskiego parlamentu nie były jednolite. W październiku 2017 roku PD, AP, FI, LN i mniejszości porozumiały się w sprawie nowego prawa wyborczego, które zostało zatwierdzone przez Izbę Deputowanych przy 375 głosach „za” i 215 „przeciw” oraz Senacie stosunkiem głosów 214 "za" do 61 "przeciw". Reformie sprzeciwiały się M5S, MDP, SI, FdI i mniejsze partie.
Tak zwane Rosatellum bis, nazwane od Ettore Rosato (lider PD w Izbie Deputowanych), jest systemem mieszanym, 37% mandatów przydzielonych jest przy użyciu metody głosowania pierwszorzędnego, pozostałe 63% przy zastosowaniu metody Hare’a-Niemeyera, z jedną turą głosowania.

## Komitety wyborcze
Zestawienie koalicji i list partyjnych reprezentowanych w co najmniej połowie okręgów w wyborach do Izby Deputowanych i/lub Senatu Republiki.
| Lista                                                                                             | Lista                                       | Lista                                       | Lider             | Usytuowanie na scenie politycznej                           | Główna ideologia                                                  | Okręgi, w których są prezentowane | Okręgi, w których są prezentowane |
| Lista                                                                                             | Lista                                       | Lista                                       | Lider             | Usytuowanie na scenie politycznej                           | Główna ideologia                                                  | Izba Deputowanych (29 = 100%)     | Senat (21 = 100%)                 |
| ------------------------------------------------------------------------------------------------- | ------------------------------------------- | ------------------------------------------- | ----------------- | ----------------------------------------------------------- | ----------------------------------------------------------------- | --------------------------------- | --------------------------------- |
|                                                                                                   | Koalicja Centroprawicowa                    | Forza Italia (FI)                           | Silvio Berlusconi | Centroprawica                                               | Konserwatywny liberalizm                                          | 27                                | 19                                |
| Liga Północna (LN)                                                                                | Koalicja Centroprawicowa                    | Matteo Salvini                              | Prawica           | Federalizm, nacjonalizm, prawicowy populizm, eurosceptycyzm | 28                                                                | 20                                |                                   |
| Bracia Włosi (FdI)                                                                                | Koalicja Centroprawicowa                    | Giorgia Meloni                              | Prawica           | Narodowy konserwatyzm, konserwatyzm społeczny, nacjonalizm  | 27                                                                | 19                                |                                   |
| My z Włochami - Unia Centrum (NCI-UdC)                                                            | Koalicja Centroprawicowa                    | Raffaele Fitto                              | Centrum           | Konserwatywny liberalizm, chadecja                          | 28                                                                | 20                                |                                   |
| Inne: centroprawicowa "Dolina Aosty" (NcI) w regionie Dolina Aosty                                | Koalicja Centroprawicowa                    |                                             |                   |                                                             |                                                                   |                                   |                                   |
|                                                                                                   | Koalicja Centrolewicowa                     | Partia Demokratyczna (PD)                   | Matteo Renzi      | Centrolewica                                                | socjaldemokracja, proeuropeizm, reformizm                         | 28                                | 20                                |
| +Europa (+E)                                                                                      | Koalicja Centrolewicowa                     | Emma Bonino                                 | Centrum           | proeuropeizm, liberalizm                                    | 28                                                                | 20                                |                                   |
| Ludowa Lista Obywatelska (CP)                                                                     | Koalicja Centrolewicowa                     | Beatrice Lorenzin                           | Centrum           | Chadecja, konserwatyzm społeczny                            | 28                                                                | 20                                |                                   |
| Razem (I)                                                                                         | Koalicja Centrolewicowa                     | Giulio Santagata                            | Centrolewica      | Progresywizm, liberalny socjalizm, ekologia                 | 27                                                                | 19                                |                                   |
| Inne: SVP - PATT w regionach Tyrol Południowy i Trydent-Górna Adyga; VdA w regionie Dolina Aosty. | Koalicja Centrolewicowa                     |                                             |                   |                                                             |                                                                   |                                   |                                   |
|                                                                                                   | Ruch Pięciu Gwiazd (M5S)                    | Ruch Pięciu Gwiazd (M5S)                    | Luigi Di Maio     |                                                             | Eurosceptycyzm, demokracja bezpośrednia, demokracja elektroniczna | 29                                | 21                                |
|                                                                                                   | Wolni i Równi (LeU)                         | Wolni i Równi (LeU)                         | Pietro Grasso     | Lewica                                                      | Socjaldemokracja, ekosocjalizm                                    | 28                                | 20                                |
|                                                                                                   | CasaPound (CPI)                             | CasaPound (CPI)                             | Simone Di Stefano | Skrajna prawica                                             | Neofaszyzm                                                        | 28                                | 20                                |
|                                                                                                   | Siła dla Ludzi (PaP)                        | Siła dla Ludzi (PaP)                        | Viola Carofalo    | Skrajna lewica                                              | Socjalizm, komunizm, ekosocjalizm                                 | 28                                | 20                                |
|                                                                                                   | Il Popolo della Famiglia (PdF)              | Il Popolo della Famiglia (PdF)              | Mario Adinolfi    | Prawica                                                     | Konserwatyzm społeczny                                            | 26                                | 18                                |
|                                                                                                   | Włochy dla Włochów (IaI)                    | Włochy dla Włochów (IaI)                    | Roberto Fiore     | Skrajna prawica                                             | Neofaszyzm, antykapitalizm                                        | 21                                | 14                                |
|                                                                                                   | Partia Komunistyczna (PC)                   | Partia Komunistyczna (PC)                   | Marco Rizzo       | Skrajna lewica                                              | Komunizm, marksizm-leninizm                                       | 17                                | 14                                |
|                                                                                                   | Partia Ludzkiej Wartości (PVU)              | Partia Ludzkiej Wartości (PVU)              | Pasquale Ruga     |                                                             | Humanizm                                                          | 19                                | 14                                |
|                                                                                                   | Włoska Partia Republikańska - ALA (PRI-ALA) | Włoska Partia Republikańska - ALA (PRI-ALA) | Denis Verdini     | Centrum                                                     | Socjalliberalizm, proeuropeizm                                    | 13                                | 11                                |
|                                                                                                   | Per una Sinistra Rivoluzionaria (PuSR)      | Per una Sinistra Rivoluzionaria (PuSR)      | Marco Ferrando    | Skrajna lewica                                              | Komunizm, marksizm, trockizm                                      | 13                                | 10                                |

### Pozostałe komitety/listy wyborcze
- 10 Volte Meglio, lider: Andrea Dusi, obecna w 14 okręgach wyborczych tylko do Izby Deputowanych
- Autodeterminatzione, lider: Anthony Muroni, obecna w okręgu wyborczym Sardynia do Izby Deputowanych i Senatu
- Narodowy Blok Wolności, lider: Massimo Renato Lorenzo Mallucci de Mulucci, obecna w 5 okręgach wyborczych tylko do Izby Deputowanych
- Chrześcijańska Demokracja, lider: Giovanni Angelo Fontana, obecna w okręgu wyborczym Lazio do Senatu
- Destre Unite - Forconi, lider: Massimiliano Panero, obecna w 2 okręgach wyborczych do Senatu
- Darmowe Loty do Włoch, obecna w okręgu zagranicznym (Ameryka Północna i Środkowa) tylko do Izby Deputowanych
- Wielkie Południe (GS), lider: Marco Reguzzoni, obecna w 4 okręgach wyborczych do Izby Deputowanych i 2 okręgach wyborczych do Senatu
- Włochy w Sercu, lider: Mauro Tiboni, obecna w okręgu wyborczym Lombardia 3 do Izby Deputowanych
- Lista del Popolo per la Costituzione, lider: Antonio Ingroia, obecna w 9 okręgach wyborczych do Izby Deputowanych i 7 okręgach wyborczych do Senatu
- Ruch Stowarzyszeniowy Włochów Zagranicą (MAIE), lider: Ricardo Merlo, obecny w okręgu zagranicznym (Ameryka Północna i Środkowa oraz Ameryka Południowa) do Izby Deputowanych i Senatu
- Ruch Wolności, obecny w okręgu zagranicznym (Europa) do Izby Deputowanych i Senatu
- Pakt dla Autonomii, lider: Massimo Moretuzzo, obecny w okręgu Friuli-Wenecja Julijska	 do Izby Deputowanych i Senatu
- Per Tutti - Pour Tous - Pe Tcheut (lista łączy: Autonomie Liberté Participation Écologie + Stella Alpina + Pour Notre Vallée), obecna w okręgu Dolina Aosty do Senatu[37]
- Rinascimento Mir, lider: Gerardo Meridio, obecna w okręgu Friuli-Wenecja Julijska do Izby Deputowanych i Senatu
- Odpowiedź Obywatelska, obecna w okręgu Dolina Aosty do Izby Deputowanych i Senatu[38]
- Jesteśmy (Siamo), lider: Dario Miedico, obecna w okręgu Friuli-Wenecja Julijska do Izby Deputowanych i Senatu
- SMS - Stato Moderno Solidale, liderka: Silvana Arbia, obecna w okręgu Basilicata do Senatu
- UNITA, obecna w okręgu zagranicznym (Ameryka Południowa) do Senatu
- Południowoamerykańska Unia Włoskich Emigrantów (USEI), obecna w okręgu zagranicznym (Ameryka Południowa) do Senatu.

## Frekwencja wyborcza
| Region                                  | Godzina | Godzina | Godzina |
| Region                                  | 12:00   | 19:00   | 23:00   |
| --------------------------------------- | ------- | ------- | ------- |
| Abruzja                                 | 19,38%  | 61,29%  | 73,32%  |
| Dolina Aosty                            | 21,24%  | 59,01%  | 72,27%  |
| Apulia                                  | 17,97%  | 53,67%  | 70,16%  |
| Basilicata                              | 16,27%  | 53,12%  | 68,90%  |
| Kalabria                                | 15,11%  | 49,55%  | 60,21%  |
| Kampania                                | 16,96%  | 52,45%  | 70,68%  |
| Emilia-Romania                          | 22,72%  | 65,97%  | 76,09%  |
| Friuli-Wenecja Julijska                 | 22,56%  | 62,46%  | 75,22%  |
| Lacjum                                  | 18,88%  | 54,52%  | 72,57%  |
| Liguria                                 | 21,78%  | 61,19%  | 71,46%  |
| Lombardia                               | 20,92%  | 63,12%  | 77,96%  |
| Marche                                  | 19,81%  | 62,22%  | 78,34%  |
| Molise                                  | 17,88%  | 56,56%  | 69,04%  |
| Piemont                                 | 20,44%  | 61,88%  | 75,84%  |
| Sardynia                                | 18,34%  | 52,41%  | 62,99%  |
| Sycylia                                 | 14,27%  | 47,06%  | 64,44%  |
| Toskania                                | 21,17%  | 63,88%  | 77,55%  |
| Trydent-Górna Adyga                     | 20,85%  | 60,57%  | 74,35%  |
| Umbria                                  | 20,55%  | 64,86%  | 78,42%  |
| Wenecja Euganejska                      | 22,24%  | 64,56%  | 78,01%  |
| Cały kraj                               | 19,43%  | 58,56%  | 73,41%  |
| Źródło: Ministerstwo Spraw Wewnętrznych |         |         |         |

## Wyniki wyborów do Izby Deputowanych

### Ogólne wyniki
| Koalicja | Koalicja                                              | Partia                                                | Partia                                                | Metoda proporcjonalna | Metoda proporcjonalna | Metoda proporcjonalna | Metoda głosowania pierwszorzędnego | Metoda głosowania pierwszorzędnego | Metoda głosowania pierwszorzędnego | Włosi za granicą | Włosi za granicą | Włosi za granicą | Razem mandaty | +/– |
| Koalicja | Koalicja                                              | Partia                                                | Partia                                                | Głosy                 | %                     | Mandaty               | Głosy                              | %                                  | Mandaty                            | Głosy            | %                | Mandaty          | Razem mandaty | +/– |
| -------- | ----------------------------------------------------- | ----------------------------------------------------- | ----------------------------------------------------- | --------------------- | --------------------- | --------------------- | ---------------------------------- | ---------------------------------- | ---------------------------------- | ---------------- | ---------------- | ---------------- | ------------- | --- |
|          | Koalicja Centroprawicowa                              |                                                       | Liga Północna (LN)                                    | 5 691 921             | 17,37                 | 73                    | 12 147 611                         | 37,00                              | 53                                 | 232 078          | 21,49            | 3                | 126           | 108 |
|          | Koalicja Centroprawicowa                              | Forza Italia (FI)                                     | 4 590 774                                             | 14,01                 | 59                    | 42                    | 12 147 611                         | 37,00                              | 101                                | 232 078          | 21,49            | 3                | 3             |     |
|          | Koalicja Centroprawicowa                              | Bracia Włosi (FdI)                                    | 1 426 564                                             | 4,35                  | 19                    | 14                    | 12 147 611                         | 37,00                              | 33                                 | 232 078          | 21,49            | 3                | 24            |     |
|          | Koalicja Centroprawicowa                              | My z Włochami - Unia Centrum (NCI-UdC)                | 428 298                                               | 1,30                  | 0                     | 0                     | 12 147 611                         | 37,00                              | 11 845                             | 1,09             | 0                | 0                | —             |     |
| Razem    | Razem                                                 | Razem                                                 | Razem                                                 | 151                   |                       |                       | 111                                |                                    |                                    | 3                | 265              | 140              |               |     |
|          | Ruch Pięciu Gwiazd (M5S)                              | Ruch Pięciu Gwiazd (M5S)                              | Ruch Pięciu Gwiazd (M5S)                              | 10 697 994            | 32,66                 | 133                   | 10 727 567                         | 32,68                              | 93                                 | 188 933          | 17,50            | 1                | 227           | 119 |
|          | Koalicja Centrolewicowa                               |                                                       | Partia Demokratyczna (PD)                             | 6 101 836             | 18,72                 | 86                    | 7 497 814                          | 22,85                              | 22                                 | 285 429          | 26,44            | 5                | 113           | 180 |
|          | Koalicja Centrolewicowa                               | +Europa (+E)                                          | 836 837                                               | 2,55                  | 0                     | 2                     | 7 497 814                          | 22,85                              | 60 859                             | 5,63             | 1                | 3                | —             |     |
|          | Koalicja Centrolewicowa                               | Razem (I)                                             | 196 766                                               | 0,60                  | 0                     | 0                     | 7 497 814                          | 22,85                              | —                                  | —                | 0                | 0                | —             |     |
|          | Koalicja Centrolewicowa                               | Ludowa Lista Obywatelska (CP)                         | 177 825                                               | 0,54                  | 0                     | 2                     | 7 497 814                          | 22,85                              | 30 375                             | 2,81             | 0                | 2                | —             |     |
|          | Koalicja Centrolewicowa                               | SVP - PATT                                            | 134 651                                               | 0,41                  | 2                     | 2                     | 7 497 814                          | 22,85                              | —                                  | —                | 0                | 4                | 1             |     |
| Razem    | Razem                                                 | Razem                                                 | Razem                                                 | 88                    |                       |                       | 28                                 |                                    |                                    | 6                | 122              | 223              |               |     |
|          | Wolni i Równi (LeU)                                   | Wolni i Równi (LeU)                                   | Wolni i Równi (LeU)                                   | 1 109 198             | 3,38                  | 14                    | 1 113 369                          | 3,39                               | 0                                  | 61 714           | 5,71             | 0                | 14            | —   |
|          | Ruch Stowarzyszeniowy Włochów Zagranicą (MAIE)        | Ruch Stowarzyszeniowy Włochów Zagranicą (MAIE)        | Ruch Stowarzyszeniowy Włochów Zagranicą (MAIE)        | —                     | —                     | 0                     | —                                  | —                                  | 0                                  | 104 538          | 9,68             | 1                | 1             | 1   |
|          | Południowoamerykańska Unia Włoskich Emigrantów (USEI) | Południowoamerykańska Unia Włoskich Emigrantów (USEI) | Południowoamerykańska Unia Włoskich Emigrantów (USEI) | —                     | —                     | 0                     | —                                  | —                                  | 0                                  | 65 363           | 6,05             | 1                | 1             |     |
| Razem    | Razem                                                 | Razem                                                 | Razem                                                 | Razem                 | Razem                 | Razem                 | Razem                              | Razem                              | Razem                              | Razem            | Razem            | Razem            | 630           | –   |

### Głosowanie proporcjonalne
|                                         | Ruch Pięciu Gwiazd                     | 10 697 994 | 32,66 | 133 |
|                                         | Partia Demokratyczna                   | 6 134 727  | 18,72 | 86  |
|                                         | Liga Północna                          | 5 691 921  | 17,37 | 73  |
|                                         | Forza Italia                           | 4 590 774  | 14,01 | 59  |
|                                         | Bracia Włosi                           | 1 426 564  | 4,35  | 19  |
|                                         | Wolni i Równi                          | 1 109 198  | 3,38  | 14  |
|                                         | +Europa                                | 836 837    | 2,55  | 0   |
|                                         | My z Włochami                          | 428 298    | 1,30  | 0   |
|                                         | Siła dla Ludzi                         | 370 320    | 1,13  | 0   |
|                                         | CasaPound                              | 310 793    | 0,94  | 0   |
|                                         | Il Popolo della Famiglia               | 218 866    | 0,66  | 0   |
|                                         | Razem                                  | 196 766    | 0,60  | 0   |
|                                         | Ludowa Lista Obywatelska               | 177 825    | 0,54  | 2   |
|                                         | SVP - PATT                             | 134 651    | 0,41  | 0   |
|                                         | Włochy dla Włochów                     | 126 207    | 0,38  | 0   |
|                                         | Partia Komunistyczna                   | 106 182    | 0,32  | 0   |
|                                         | Partia Ludzkiej Wartości               | 47 953     | 0,14  | 0   |
|                                         | 10 Volte Meglio                        | 36 959     | 0,11  | 0   |
|                                         | Per una Sinistra Rivoluzionaria        | 29 176     | 0,08  | 0   |
|                                         | Włoska Partia Republikańska - ALA      | 20 943     | 0,06  | 0   |
|                                         | Wielkie Południe                       | 19 846     | 0,06  | 0   |
|                                         | Autodeterminatzione                    | 19 307     | 0,06  | 0   |
|                                         | Lista del Popolo per la Costituzione   | 9 689      | 0,02  | 0   |
|                                         | Pakt dla Autonomii                     | 7 079      | 0,02  | 0   |
|                                         | Narodowy Blok Wolności                 | 3 553      | 0,01  | 0   |
|                                         | Jesteśmy (Siamo)                       | 1 428      | 0,00  | 0   |
|                                         | Rinascimento - Moderati in Rivoluzione | 772        | 0,00  | 0   |
|                                         | Włochy w Sercu                         | 574        | 0,00  | 0   |
| Razem                                   | Razem                                  | 32 755 044 | 100   | 386 |
| Nieważne / puste / nieprzypisane głosy  | Nieważne / puste / nieprzypisane głosy | 1 161 416  | 3,42  | –   |
| Razem / frekwencja                      | Razem / frekwencja                     | 33 916 460 | 72,93 | –   |
| Zarejestrowani wyborcy                  | Zarejestrowani wyborcy                 | 46 505 499 | –     | –   |
| Źródło: Ministerstwo Spraw Wewnętrznych |                                        |            |       |     |

### Głosowanie pierwszorzędne
|                                         | Koalicja Centroprawicowa               | 12 147 611 | 37,00 | 111 |
|                                         | Ruch Pięciu Gwiazd                     | 10 727 567 | 32,68 | 93  |
|                                         | Koalicja Centrolewicowa                | 7 502 056  | 22,85 | 28  |
|                                         | Wolni i Równi                          | 1 113 969  | 3,39  | 0   |
|                                         | Ludowa Lista Obywatelska               | 372 022    | 1,13  | 0   |
|                                         | CasaPound                              | 312 192    | 0,95  | 0   |
|                                         | Il Popolo della Famiglia               | 219 535    | 0,66  | 0   |
|                                         | Włochy dla Włochów                     | 125 903    | 0,38  | 0   |
|                                         | Partia Komunistyczna                   | 106 748    | 0,32  | 0   |
|                                         | Partia Ludzkiej Wartości               | 47 953     | 0,14  | 0   |
|                                         | 10 Volte Meglio                        | 37 325     | 0,11  | 0   |
|                                         | Inni                                   |            |       | 0   |
| Razem                                   | Razem                                  | 32 825 399 | 100   | 232 |
| Nieważne / puste / nieprzypisane głosy  | Nieważne / puste / nieprzypisane głosy | 1 091 061  | 3,22  | –   |
| Razem / frekwencja                      | Razem / frekwencja                     | 33 916 460 | 72,93 | –   |
| Zarejestrowani wyborcy                  | Zarejestrowani wyborcy                 | 46 505 499 | –     | –   |
| Źródło: Ministerstwo Spraw Wewnętrznych |                                        |            |       |     |

### Głosowanie za granicą
Dwunastu członków Izby Deputowanych wybieranych jest przez Włochów zamieszkałych za granicą. Dwaj członkowie są wybierani z Ameryki Północnej i Ameryki Środkowej (w tym większość Karaibów), czterech członków z Ameryki Południowej (w tym Trynidadu i Tobago), pięciu członków z Europy i jeden członek z reszty świata (Afryka, Azja, Oceania i Antarktyda). Wyborcy w tych regionach wybierają z list kandydatów i mogą również głosować preferencyjnie na poszczególnych kandydatów. Mandaty rozdzielane są za pomocą metody proporcjonalnej.
Prawo wyborcze pozwala stronom tworzyć różne koalicje na listach za granicą, w porównaniu do list we Włoszech; w rzeczywistości Forza Italia, Lega i Bracia Włoch utworzyli ujednoliconą listę w okręgach zagranicznych.
|                                         | Partia Demokratyczna                           | 285 429   | 26,44 | 5  |
|                                         | FI–LN–FdI                                      | 232 078   | 21,49 | 3  |
|                                         | Ruch Pięciu Gwiazd                             | 188 933   | 17,50 | 1  |
|                                         | Ruch Stowarzyszeniowy Włochów Zagranicą        | 104 538   | 9,68  | 1  |
|                                         | Południowoamerykańska Unia Włoskich Emigrantów | 65 363    | 6,05  | 1  |
|                                         | Wolni i Równi                                  | 61 714    | 5,71  | 0  |
|                                         | +Europa                                        | 60 859    | 5,63  | 1  |
|                                         | Ludowa Lista Obywatelska                       | 30 375    | 2,81  | 0  |
|                                         | Latin America Tricolor Union                   | 24 939    | 2,31  | 0  |
|                                         | My z Włochami                                  | 11 845    | 1,09  | 0  |
|                                         | Ruch Wolności                                  | 10 297    | 0,95  | 0  |
|                                         | Włoska Partia Republikańska - ALA              | 2 214     | 0,20  | 0  |
|                                         | Darmowe Loty do Włoch                          | 946       | 0,08  | 0  |
| Razem                                   | Razem                                          |           | 100   | 12 |
| Nieważne / puste / nieprzypisane głosy  | Nieważne / puste / nieprzypisane głosy         |           |       | –  |
| Razem / frekwencja                      | Razem / frekwencja                             |           | 29,64 |    |
| Zarejestrowani wyborcy                  | Zarejestrowani wyborcy                         | 4 230 854 |       | –  |
| Źródło: Ministerstwo Spraw Wewnętrznych |                                                |           |       |    |

## Wyniki wyborów do Senatu

### Ogólne wyniki
| Koalicja | Koalicja                                              | Partia                                                | Partia                                                | Metoda proporcjonalna | Metoda proporcjonalna | Metoda proporcjonalna | Metoda głosowania pierwszorzędnego | Metoda głosowania pierwszorzędnego | Metoda głosowania pierwszorzędnego | Włosi za granicą | Włosi za granicą | Włosi za granicą | Razem mandaty | +/– |
| Koalicja | Koalicja                                              | Partia                                                | Partia                                                | Głosy                 | %                     | Mandaty               | Głosy                              | %                                  | Mandaty                            | Głosy            | %                | Mandaty          | Razem mandaty | +/– |
| -------- | ----------------------------------------------------- | ----------------------------------------------------- | ----------------------------------------------------- | --------------------- | --------------------- | --------------------- | ---------------------------------- | ---------------------------------- | ---------------------------------- | ---------------- | ---------------- | ---------------- | ------------- | --- |
|          | Koalicja Centroprawicowa                              |                                                       | Liga Północna (LN)                                    | 5 317 019             | 17,62                 | 37                    | 11 323 360                         | 37,49                              | 20                                 |                  |                  | 2                | 57            | 39  |
|          | Koalicja Centroprawicowa                              | Forza Italia (FI)                                     | 4 352 380                                             | 14,43                 | 33                    | 24                    | 11 323 360                         | 37,49                              | 57                                 | 41               |                  | 2                |               |     |
|          | Koalicja Centroprawicowa                              | Bracia Włosi (FdI)                                    | 1 286 122                                             | 4,26                  | 7                     | 10                    | 11 323 360                         | 37,49                              | 17                                 | 17               |                  | 2                |               |     |
|          | Koalicja Centroprawicowa                              | My z Włochami - Unia Centrum (NCI-UdC)                | 361 737                                               | 1,19                  | 0                     | 4                     | 11 323 360                         | 37,49                              |                                    |                  |                  | 4                | —             |     |
| Razem    | Razem                                                 | Razem                                                 | Razem                                                 | 77                    |                       |                       | 58                                 |                                    |                                    | 2                | 137              | 20               |               |     |
|          | Ruch Pięciu Gwiazd (M5S)                              | Ruch Pięciu Gwiazd (M5S)                              | Ruch Pięciu Gwiazd (M5S)                              | 9 713 763             | 32,21                 | 68                    | 9 729 621                          | 32,22                              | 44                                 |                  |                  | 0                | 112           | 58  |
|          | Koalicja Centrolewicowa                               |                                                       | Partia Demokratyczna (PD)                             | 5 768 101             | 19,12                 | 43                    | 6 943 450                          | 22,99                              | 9                                  |                  |                  | 2                | 54            | 57  |
|          | Koalicja Centrolewicowa                               | +Europa (+E)                                          | 712 844                                               | 2,36                  | 0                     | 1                     | 6 943 450                          | 22,99                              |                                    |                  |                  | 1                | —             |     |
|          | Koalicja Centrolewicowa                               | Razem (I)                                             | 163 028                                               | 0,54                  | 0                     | 0                     | 6 943 450                          | 22,99                              |                                    |                  |                  | 0                | —             |     |
|          | Koalicja Centrolewicowa                               | Ludowa Lista Obywatelska (CP)                         | 157 205                                               | 0,52                  | 0                     | 1                     | 6 943 450                          | 22,99                              |                                    |                  |                  | 1                | —             |     |
|          | Koalicja Centrolewicowa                               | SVP - PATT                                            | 128 282                                               | 0,42                  | 1                     | 2                     | 6 943 450                          | 22,99                              |                                    |                  |                  | 3                | 1             |     |
|          | Koalicja Centrolewicowa                               | Dolina Aosty (VdA)                                    |                                                       |                       |                       | 1                     | 6 943 450                          | 22,99                              |                                    |                  |                  | 1                |               |     |
| Razem    | Razem                                                 | Razem                                                 | Razem                                                 | 44                    |                       |                       | 14                                 |                                    |                                    | 2                | 60               | 63               |               |     |
|          | Wolni i Równi (LeU)                                   | Wolni i Równi (LeU)                                   | Wolni i Równi (LeU)                                   | 987 706               | 3,27                  | 4                     | 990 627                            | 3,28                               | 0                                  |                  |                  |                  | 4             | —   |
|          | Ruch Stowarzyszeniowy Włochów Zagranicą (MAIE)        | Ruch Stowarzyszeniowy Włochów Zagranicą (MAIE)        | Ruch Stowarzyszeniowy Włochów Zagranicą (MAIE)        |                       |                       |                       |                                    |                                    |                                    |                  |                  | 1                | 1             |     |
|          | Południowoamerykańska Unia Włoskich Emigrantów (USEI) | Południowoamerykańska Unia Włoskich Emigrantów (USEI) | Południowoamerykańska Unia Włoskich Emigrantów (USEI) | —                     | —                     | 0                     | —                                  | —                                  | 0                                  | 65 363           | 6,05             | 1                | 1             |     |
| Razem    | Razem                                                 | Razem                                                 | Razem                                                 | Razem                 | Razem                 | Razem                 | Razem                              | Razem                              | Razem                              | Razem            | Razem            | Razem            | 315           | –   |

### Głosowanie proporcjonalne
|                                         | Ruch Pięciu Gwiazd                     | 9 713 763  | 32,21  | 68  |
|                                         | Partia Demokratyczna                   | 5 768 101  | 19,12  | 43  |
|                                         | Liga Północna                          | 5 317 019  | 17,63  | 37  |
|                                         | Forza Italia                           | 4 352 380  | 14,43  | 33  |
|                                         | Bracia Włosi                           | 1 286 122  | 4,26   | 7   |
|                                         | Wolni i Równi                          | 987 706    | 3,27   | 4   |
|                                         | +Europa                                | 712 844    | 2,36   | 0   |
|                                         | My z Włochami                          | 361 737    | 1,19   | 0   |
|                                         | Siła dla Ludzi                         | 319 094    | 1,05   | 0   |
|                                         | CasaPound                              | 258 797    | 0,85   | 0   |
|                                         | Il Popolo della Famiglia               | 211 273    | 0,70   | 0   |
|                                         | Razem                                  | 163 028    | 0,54   | 0   |
|                                         | Ludowa Lista Obywatelska               | 157 205    | 0,52   | 0   |
|                                         | Włochy dla Włochów                     | 149 694    | 0,49   | 0   |
|                                         | SVP - PATT                             | 128 283    | 0,42   | 1   |
|                                         | Partia Komunistyczna                   | 101 230    | 0,33   | 0   |
|                                         | Partia Ludzkiej Wartości               | 38 749     | 0,12   | 0   |
|                                         | Per una Sinistra Rivoluzionaria        | 32 501     | 0,10   | 0   |
|                                         | Włoska Partia Republikańska - ALA      | 27 285     | 0,09   | 0   |
|                                         | Autodeterminatzione                    | 20 468     | 0,06   | 0   |
|                                         | Wielkie Południe                       | 17 507     | 0,05   | 0   |
|                                         | Lista del Popolo per la Costituzione   | 10 267     | 0,03   | 0   |
|                                         | United Rights – Pitchforks             | 6 229      | 0,02   | 0   |
|                                         | Chrześcijańska Demokracja              | 5 387      | 0,01   | 0   |
|                                         | Pakt dla Autonomii                     | 5 015      | 0,01   | 0   |
|                                         | Jesteśmy (Siamo)                       | 1 402      | 0,00   | 0   |
|                                         | Modern and Solidary State              | 1 384      | 0,00   | 0   |
|                                         | Rinascimento - Moderati in Rivoluzione | 552        | 0,00   | 0   |
| Razem                                   | Razem                                  | 30 155 021 | 100,00 | 193 |
| Nieważne / puste / nieprzypisane głosy  | Nieważne / puste / nieprzypisane głosy | 1 069 240  | 3,42   | –   |
| Razem / frekwencja                      | Razem / frekwencja                     | 31 224 261 | 72,99  | –   |
| Zarejestrowani wyborcy                  | Zarejestrowani wyborcy                 | 42 778 821 | –      | –   |
| Źródło: Ministerstwo Spraw Wewnętrznych |                                        |            |        |     |

### Głosowanie pierwszorzędne
|                                         | Koalicja Centroprawicowa               | 11 323 360 | 37,49  | 58  |
|                                         | Ruch Pięciu Gwiazd                     | 9 729 621  | 32,22  | 44  |
|                                         | Koalicja Centrolewicowa                | 6 943 450  | 22,99  | 14  |
|                                         | Wolni i Równi                          | 990 500    | 3,28   | 0   |
|                                         | Ludowa Lista Obywatelska               | 320 210    | 1,06   | 0   |
|                                         | CasaPound                              | 258 550    | 0,85   | 0   |
|                                         | Inni                                   | 609 583    | 2,01   | 0   |
| Razem                                   | Razem                                  | 30 196 742 | 100,00 | 116 |
| Nieważne / puste / nieprzypisane głosy  | Nieważne / puste / nieprzypisane głosy | 1 027 509  | 3,29   | –   |
| Razem / frekwencja                      | Razem / frekwencja                     | 31 224 261 | 72,99  | –   |
| Zarejestrowani wyborcy                  | Zarejestrowani wyborcy                 | 42 778 821 | –      | –   |
| Źródło: Ministerstwo Spraw Wewnętrznych |                                        |            |        |     |

### Głosowanie za granicą
|                                         | Partia Demokratyczna                           | 268 612   | 27,09  | 2 |
|                                         | FI–LN–FdI                                      | 218 553   | 22,04  | 2 |
|                                         | Ruch Pięciu Gwiazd                             | 174 948   | 17,64  | 0 |
|                                         | Ruch Stowarzyszeniowy Włochów Zagranicą        | 107 879   | 10,88  | 1 |
|                                         | Południowoamerykańska Unia Włoskich Emigrantów | 65 069    | 6,56   | 1 |
|                                         | Wolni i Równi                                  | 55 279    | 5,57   | 0 |
|                                         | +Europa                                        | 52 494    | 5,29   | 0 |
|                                         | Ludowa Lista Obywatelska                       | 31 293    | 3,15   | 0 |
|                                         | My z Włochami                                  | 10 404    | 1,04   | 0 |
|                                         | Ruch Wolności                                  | 6 680     | 0,67   | 0 |
| Razem                                   | Razem                                          |           | 100,00 | 6 |
| Nieważne / puste / nieprzypisane głosy  | Nieważne / puste / nieprzypisane głosy         |           | –      | – |
| Razem / frekwencja                      |                                                |           |        |   |
| Zarejestrowani wyborcy                  | Zarejestrowani wyborcy                         | 3 835 780 |        | – |
| Źródło: Ministerstwo Spraw Wewnętrznych |                                                |           |        |   |

## Tworzenie rządu
Po ogłoszeniu wyników wyborów, zarówno Luigi Di Maio jak i Matteo Salvini oświadczyli, że muszą otrzymać od prezydenta Sergio Mattarelli zadanie utworzenia nowego gabinetu, ponieważ prowadzili odpowiednio największą partię i największą koalicję. 5 marca Matteo Renzi ogłosił, że Partia Demokratyczna przechodzi do opozycji, a on zrezygnuje z funkcji lidera partii, gdy powstanie nowy gabinet.